# Румени жутаћ
Румени жутаћ (лат. Colias myrmidone) је врста дневног лептира из породице белаца (лат. Pieridae). Његов ареал се пружа од западне Азије, преко јужне Русије и Украјине све до Аустрије и Немачке. У западном делу ареала изумире, па и у Србији није забележен већ неколико деценија и сматра се ишчезлим.
Распон крила износи 44–50 mm. Прва генерација лети у мају, а друга, бројнија, од јула до септембра.
- Colias myrmidone myrmidone ♂
- Colias myrmidone myrmidone ♂ △
- Colias myrmidone ♀
- Colias myrmidone ♀ △

Гусеница се храни биљкама из рода Cytisus.